# Hypergene
Hypergene är ett svenskt It-företag på marknaden för beslutsstöd och verksamhetsstyrning – med en molnbaserad produkt (SaaS) för planering, uppföljning och analys. Företaget är ett av få bolag som fått åtta gasellutmärkelser av Dagens Industri, något som ledde till att Hypergene utsågs till Årets Maratongasell 2014.. Samma år utsågs Hypergene till ett av Sveriges hetaste IT-bolag av Computer Sweden.  Bland andra utmärkelser finns nationell vinnare i European Business Awards från 2015/2016 samt Competensumpriset som tilldelades Hypergene under 2018. Kunderna finns i både privat och offentlig sektor. 2022 valde Stockholm stad Hypergene som lösning för sitt arbete inom budget och prognos. 2022 förvärvade Hypergene det tyska bolaget Proventis GmbH.
Hypergene är ett nordeuropeiskt företag med huvudkontor i Gängtappen Malmö. Bolaget har också kontor i Stockholm, Berlin, Köln, Göteborg, Kalmar och Skövde. Totalt har man ca 200 anställda och har kunder i primärt norra Europa.